# Ворца (Хунедоара)
Ворца (рум. Vorţa) насеље је у Румунији у округу Хунедоара у општини Ворца. Oпштина се налази на надморској висини од 292 m.

## Историја
Према државном шематизму православног клира Угарске, 1846. године у месту је парох поп Симеон Поповић. Број православних породица је 45, а ту спадају и филијарци из Валеа Лунге њих 29 фамилија.

## Становништво
Према подацима из 2002. године у насељу је живело 1082 становника, од којих су сви румунске националности.

### Хронологија
| Година       | 1992 | 1993 | 1994 | 1995 | 1996 | 1997 | 1998 | 1999 | 2000 | 2001 | 2002 | 2003 | 2004 | 2005 | 2006 | 2007 | 2008 | 2009 | 2010 | 2011 | 2012 | 2013 | 2014 | 2015 | 2016 | 2017 |
| ------------ | ---- | ---- | ---- | ---- | ---- | ---- | ---- | ---- | ---- | ---- | ---- | ---- | ---- | ---- | ---- | ---- | ---- | ---- | ---- | ---- | ---- | ---- | ---- | ---- | ---- | ---- |
| Становништво | 1425 | 1394 | 1378 | 1362 | 1321 | 1291 | 1257 | 1230 | 1202 | 1178 | 1127 | 1109 | 1093 | 1067 | 1056 | 1028 | 996  | 971  | 933  | 888  | 859  | 841  | 810  | 797  | 783  | 769  |